# Brote de gripe A (H5N1) en Bernard Matthews de 2007

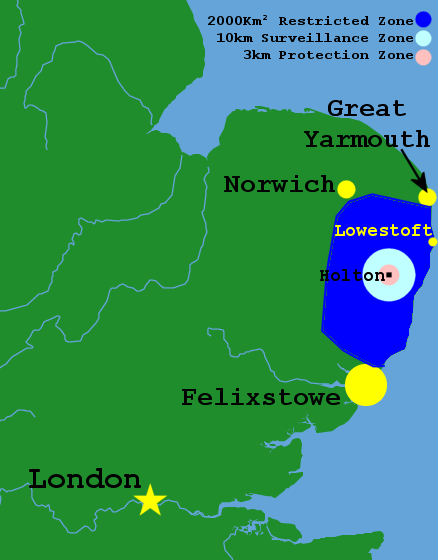
Mapa de las zonas durante el brote.

El brote de gripe A (H5N1) en Bernard Matthews de 2007 fue un brote epidémico de gripe aviar derivado del influenzavirus A subtipo H5N1 ocurrido en Inglaterra que comenzó el 30 de enero de 2007. La infección afectó a las aves de corral en una de las granjas de Bernard Matthews en Holton en Suffolk. Fue el tercer caso de subtipo H5N1 detectado en el Reino Unido y se instituyeron una serie de precauciones para prevenir la propagación de la enfermedad, incluyendo un gran sacrificio de pavos, la imposición de zonas de segregación y un programa de desinfección para la planta.
No se determinó la causa del brote. Sin embargo, se consideró significativo que Bernard Matthews transportara regularmente pavos y productos de pavo entre el Reino Unido y su planta en Hungría, y que las cepas H5N1 encontradas anteriormente en Hungría, y las que se encontraban en Suffolk, eran efectivamente genéticamente idénticas.

## Antecedentes

### Virus H5N1
H5N1 es una cepa altamente patógena de gripe aviar. La primera aparición de este tipo de gripe en humanos se dio en 1997 en Hong Kong. La infección en humanos coincidió con una epidemia de gripe aviaria, causada por la misma cepa, en la población de pollos en Hong Kong.  El nombre H5N1 se refiere al tipo de los antígenos de superficie presentes en el virus: hemaglutinina tipo 5 y neuraminidasa tipo 1.
Las aves son el reservorio natural del virus. Normalmente el virus es transportado en el intestino de las aves, y no son letales. Sin embargo, esta variante ha mutado a la más letal de las cepas de virus de la gripe existente. Las mutaciones son normales y ya han pasado con anterioridad, como la pandemia por gripe causada en 1918 conocida como gripe española, una variante de H1N1 en la que murieron entre 50 y 100 millones de personas en todo el mundo.
A pesar de que hasta hace poco se creía que los mamíferos se infectaban del virus por medio del contacto con aves infectadas, hay evidencia creciente para pensar que H5N1 se puede propagar también de manera  directa entre mamíferos.
Hasta octubre de 2005 solo se habían notificado alrededor de 200 personas infectadas por el H5N1, pero su tasa de mortalidad fue muy elevada (por encima del 59 %). Trece países de Asia y Europa se han visto afectados, y más de 120 millones de aves han muerto, han sido sacrificadas o puestas en cuarentena.
El 26 de diciembre de 2005, científicos chinos aseguraron que habían sintetizado la primera vacuna activa del mundo para aves contra el virus letal H5N1 de la gripe aviar, útil también contra la enfermedad de Newcastle. . Sin embargo, actualmente no existe ninguna vacuna comercial que pueda prevenir el contagio de esta enfermedad. 
La cepa ha sido llamada HPAI A/H5N1 que significa Subtipo H5N1 del virus de la influenza aviar tipo A, altamente patógeno por sus siglas en inglés; este es el virus responsable de la gripe H5N1 comúnmente llamada gripe aviar.
Debido a la alta letalidad y virulencia del virus HPAI A/H5N1, su presencia endémica, el creciente número de organismos hospedadores y a su capacidad de sufrir mutaciones significativas, el virus se ha convertido en la mayor amenaza de pandemia a nivel mundial, y se han destinado miles de millones de dólares en su investigación y para la preparación de una posible pandemia de gripe aviar altamente patógena.
El virus HPAI A/H5N1 pertenece al género Influenzavirus A, y a su vez a la familia Orthomyxoviridae. Es, por tanto, un virus de 90 a 120 nm de diámetro, que posee una envoltura de capa lipídica derivada de la membrana plasmática de la célula en que el virus se replica, con una cápside de simetría  helicoidal que protege el genoma de 13.6 kilobases. 
El material genético se compone por una sola cadena lineal de ARN, de sentido negativo (es decir, de sentido contrario o complementaria al ARNm que se sintetizará), dividida en 8 segmentos que contienen la información de 10 genes. Cada segmento se encuentra protegido por una nucleocápside, formada estructuralmente por un segmento de ARN, varias moléculas de nucleoproteínas, y el complejo ARN polimerasa más enzimas asociadas necesarias para la síntesis del ARNm viral. 
Los genes, en orden del segmento de ARN en que se encuentran, son los siguientes: PB2, PB1, PA, HA, N, NA, M1/M2, y NS1/NS2. 

### Brotes previos en Reino Unido y Europa
El brote fue el tercer caso de H5N1 detectado en el Reino Unido. El primer brote ocurrió en octubre de 2005 entre aves exóticas importadas de Taiwán y América del Sur en una instalación de cuarentena de propiedad privada en Essex, Inglaterra. La segunda instancia involucró a un cisne castor muerto que se encontró que tiene el virus en Cellardyke, Escocia en abril de 2006. La Comisión Europea confirmó el 25 de enero de 2007 una incidencia correspondiente en una granja en el sureste de Hungría.

## Brote
Los primeros indicios del brote ocurrieron el martes 30 de enero, cuando 55 cataplasmas de pavo murieron y 16 tuvieron que ser asesinadas porque estaban enfermas. Al menos 185 personas más murieron al día siguiente.
No fue hasta el 1 de febrero que se reportaron las muertes a Defra. La granja fue sellada mientras se realizaban pruebas, en muestras tomadas de las aves muertas, en la Agencia de Laboratorios Veterinarios en Weybridge, Surrey. Otras 1.500 aves murieron el 2 de febrero. Luego, el 3 de febrero de 2007, se confirmó la causalidad H5N1.
Se estableció una zona de protección de 3 km, una zona de vigilancia de 10 km y una zona restringida que abarcaba 2000 km². Otros 159.000 pavos fueron sacrificados con el sacrificio completado en la noche del 5 de febrero. También el 5 de febrero hubo críticas de que no se había informado a los agricultores cercanos sobre las medidas a tomar. Alrededor de 320 trabajadores de la planta recibieron medicamentos antivirales. Aunque un veterinario del lugar fue ingresado en el hospital, aquejado de una "enfermedad respiratoria leve" durante la noche del 6 de febrero, se comprobó que no se trataba de gripe aviar. La planta fue completamente desinfectada, con la limpieza completa el 12 de febrero, y se dio permiso para que la producción se reanudara.
En un informe muy crítico de Defra se desprende que hubo una serie de fallos de bioseguridad en la planta de Holton, algunos de los cuales ya habían sido llevados a la atención de la compañía en el pasado. Entre ellas, "las gaviotas llevaban los desechos de pavo a los gallos en la parte superior de la casa de pavos a 500 metros de distancia" y "los agujeros en las casas de pavo podrían haber permitido la entrada de aves o roedores". El ministro de Defra Jeff Rooker declaró en un debate de la Cámara de los Lores el 22 de febrero que el brote era "exclusivamente un problema de Bernard Matthews Holton".

## Conexión húngara
El Gobierno admitió el 8 de febrero que el brote pudo haber sido causado por carne de pavo semiprocesada importada directamente desde Hungría, donde la enfermedad es prevalente, a pesar de que a principios de semana el secretario de Medio Ambiente, David Miliband, aseguró a la Cámara de los Comunes que "no había conexión húngara".
Bernard Matthews había estado importando 38 toneladas de carne de pavo parcialmente procesada semanalmente desde su empresa Saga Foods, en Sárvár, Hungría, a una planta de procesamiento junto a la granja. Aunque Saga Foods se encuentra a 266 km de donde se había producido el reciente brote húngaro de H5N1, un director de la compañía admitió que era "posible" que parte de la carne pudiera provenir de la zona de exclusión. En respuesta a esta revelación, Whitehall expresó su preocupación por la bioseguridad y si alguna carne pudo haber sido distribuida para consumo humano en Gran Bretaña. El 9 de febrero de 2007, las autoridades húngaras iniciaron una investigación para tratar de establecer si había una conexión entre los brotes de Suffolk y Hungría. El 11 de febrero, la investigación reveló que los productos de pavo seguían siendo transportados, en ambas direcciones, entre la planta y Hungría, y que las regulaciones de la UE se citaban como la razón por la que no se podía imponer una prohibición de transporte.
El enlace de Hungría fue desestimado por la Comisión Europea el 12 de febrero. Aun así, las cepas de gripe aviar H5N1 encontradas en Hungría y Gran Bretaña se demostró que eran 99,96% genéticamente idénticas y, según un análisis de los virus realizado por la Agencia de Laboratorios Veterinarios en Weybridge, Surrey, estaban casi con toda seguridad vinculados. Una filtración del comité de emergencia COBR del Gobierno indicó que las autoridades no estaban al tanto de la conexión húngara hasta que un investigador encontró un envoltorio de entrega de Gallfoods en un contenedor de Bernard Matthews. Esto planteó la posibilidad de que el brote se deba a un "matadero de terceros, Gallfoods en Hungría, a las afueras de la zona restringida". Este matadero podría haber sido un intermediario para herramientas, piensos o productos de cultivo de aves de corral contaminados dentro de la zona restringida, como una filial propiedad de Bernard Matthews en Hungría.
En respuesta al incidente y las acusaciones de encubrimiento, el propio Bernard Matthews declaró el 14 de febrero: "Lo siento, pero esto no ha sido de nuestra creación. No ha habido absolutamente ningún encubrimiento al final. Me han molestado las acusaciones de que es posible que hayamos retenido información. Eso es completamente falso".
Bernard Matthews recibió permiso para reanudar sus envíos de aves de corral entre el Reino Unido y Hungría a partir del 17 de febrero, aunque Defra indicó que los productos de pavo húngaros seguían siendo la causa "más plausible" del brote.

## Consecuencias
Para el 8 de febrero había una lista alargada de países que habían prohibido la importación de productos avícolas procedentes de Gran Bretaña, entre ellos Sudáfrica, Rusia, Japón y muchos otros, pero un portavoz de la Comisión Europea condenó las prohibiciones como "totalmente desproporcionadas" y el British Poultry Council señaló que las exportaciones eran inferiores al 9% del nivel de ventas internas. Las ventas en supermercados de pavos de la marca Bernard Matthews se redujeron a la mitad después del inicio del brote mientras los compradores buscaban alternativas. Una de las mayores encuestas en curso sobre la confianza de los consumidores reveló que, al 13 de febrero de 2007, Bernard Matthews era la marca menos respetada y de confianza en Gran Bretaña.
Tras el brote, la empresa confirmó, el 19 de febrero de 2007, que 130 trabajadores serían despedidos por un período de veinte días debido a una caída en las ventas de productos. El Sindicato General de Trabajadores y transportes pidió entonces que el gobierno proporcionara una compensación a los trabajadores afectados. El Sindicato de Trabajadores Generales y de Transporte pagó el dinero de las dificultades de los fondos sindicales a los miembros del sindicato, además de cualquier beneficio estatal al que los trabajadores despedidos tenían derecho y un pago único de £100 de Bernard Matthews.
El 1 de marzo de 2007 se desató una polémica cuando se supo que el Gobierno estaba pagando una indemnización a la empresa por los 159.000 pavos sacrificados mientras los trabajadores despedidos no recibían nada. A £3.75 cada uno por gallinas y £3.53 por toms, el pago se estimó entonces entre £537,000 y £570,000. En el evento, sin embargo, la factura de compensación real salió en £ 589,356.89. La crisis le costó a Bernard Matthews al menos £20 millones en ventas y costos perdidos.